# O Último Ancestral
O Último Ancestral é um romance de ficção afrofuturista lançado em 2021 pelo brasileiro Alê Santos. A obra foi finalista do Prêmio Jabuti de 2022 na categoria Romance de Entretenimento e do Prêmio CCXP Awards do mesmo ano.
Possui ilustrações de capa feitas por um dos desenhista brasileiros mais renomados, Rafael Albuquerque, em conjunto com Douglas Lopes.
O livro já conta com um Spinoff chamado Malta Indomável lançado pela editora HarperCollins em 2023 e será adaptado para uma série televisiva e um jogo de RPG.

### Inspirações
Alê Santos se inspira em referências clássicas da ficção científica como Isaac Asimov, J. R. R. Tolkien e H. G. Wells, misturado a referências da cultura negra. O próprio nome do distrito do enredo, Nagast, é o título de um livro que conta a origem da dinastia salomânica dos imperadores da Etiópia. O nome Obambo, por sua vez, é advindo de uma figura mística comum às culturas da África Central. Outras mitologias presentes no Brasil também embasam a obra, como o congado, a cavalhada e a Festa de São Benedito.
O enredo também traz elementos inspirados no pensamento afro-indígena: parte da sociedade da obra resistem à ditadura e se utilizam de elementos da natureza e músicas para se comunicar. Também estão presentes no livro traços do candomblé e umbanda, o culto a São Jorge e o hip hop.

## Enredo
O romance é narrado em 3ª pessoa, enquanto o universo do livro acontece em uma realidade futurista distópica no distrito de Nagast, onde a tecnologia avançada, dominada pela ditadura tecnocrata e segregacionista dos Cybernergizados (ciborgues representantes da classe dominante no enredo), se mistura com as religiões de matriz africana, a luta antirracista e a realidade pobre e periférica dos residentes da favela de Obambo.
O protagonista da obra Eliah, um ladrão de carros profissional, busca junto de sua irmã caçula e hacker Hanna lutar contra os Cybernergizados (Cygens) e outros seres maléficos que tentam destruir Obambo e exterminar Eliah e seus amigos. O protagonista descobre que é o último ancestral do povo fundador de Nagast, sendo ele o único capaz de combater as forças intencionadas a destruir todos os resquícios dos descendentes e cultos às origens africanas. 
A comunidade de Obambo é liderada por Zero,  chefe de Eliah e da facção de roubo de carros, que posteriormente entrega Eliah para os inimigos da comunidade em uma negociação. Capturado, o protagonista da história é levado até uma espécie de sanatório responsável por punir aqueles que ainda apresentam ligações com os cultos de origem africana. No entanto, sua irmã Hanna liberta um cibercapoeirista chamado Bento do mundo cibernético e envia para ser escudeiro de seu irmão, que consegue fugir do cativeiro, vai gradativamente ganhando poderes místicos advindos da ancestralidade e descobre que existem seres muito poderosos querendo exterminá-lo.  

## Personagens
Eliah - protagonista da obra e ladrão de carros profissional. Descobre ter poderes passados pelos seus ancestrais, sendo considerado O Último Ancestral de Nagast. O nome de Eliah é inspirado em Haile Selassie (Halie é o inverso de Eliah), figura importante para o movimento rastafári.
Hanna - irmã mais nova de Eliah, viciada em videogames e hacker autodidata. Utiliza seus conhecimentos sobre inteligência artificial e informática para ajudar seu irmão nos planos de salvar o povo de Obambo.
Zero - chefe dos mecânicos e um dos líderes do crime organizado de Obambo. Possui a ambição de se vingar contra o sistema opressor e racista das autoridades de Nagast.
Moss - uma das fundadoras de Nagast e sacerdotisa do povo. Ficou adormecida por um longo período de tempo após derrotar a Inteligência Artificial que dominava o distrito. 
Bento - cybercapoeirista que ficou adormecido na rede virtual e depois é reativado por Hanna. Seu nome é inspirado em Benedito Meia-Légua, líder quilombola do Espírito Santo.
Selci - ex-moradora de Obambo e estrela da música. Passa a se apresentar no centro elitista de Nagast, mas com a intenção de reunir pessoas interessadas em derrubar o sistema econômico do distrito. 
Misty - hacker aliada de Zero nas questões relacionadas a inteligência artificial e informática, apoia também o grupo de Eliah durante a tentativa de proteger o povo de Obambo.

## Sequência
Em 2023, foi lançado o romance título de A Malta Indomável pela HarperCollins.

## Outras midias
Em julho de 2022 a adaptação de O Último Ancestral foi aprovada uma adaptação para a mídia televisiva. A produtora cinematográfica RT Features, do brasileiro Rodrigo Teixeira (conhecida por pelo filme vencedor do Óscar  de 2018 Me Chame Pelo Seu Nome) adquiriu os direitos de O Último Ancestral para uma adaptação audiovisual. A produção se encontra na etapa de criação de propostas de roteiros.
Também, será lançado um jogo de RPG de mesa chamado O Último Ancestral RPG', baseado nas regras de Kalymba RPG. A elaboração do jogo é feito sob supervisão de Alê em parceria com a empresa paranaense Craftando.